# 蕾文·罗杰斯
蕾文·罗杰斯（英語：Raevyn Rogers，1996年9月7日—）是一名美国中距离赛跑田径运动员，她代表俄勒冈大学鸭队至2017年。2019年，她以1分58秒18的成绩赢得了世界田径锦标赛800米银牌。